# 昂代勒
昂代勒（法語：Andel，法語發音：[ɑ̃dɛl]）是法国阿摩尔滨海省的一个市镇，位于该省北部偏东，属于圣布里厄区。

## 地理
昂代勒（48°29'24"N, 2°34'4"W）面积12.2 平方千米，位于法国布列塔尼大區阿摩尔滨海省，该省份为法国西北部沿海省份，位于布列塔尼半岛北部，北濒大西洋英吉利海峡，西接菲尼斯泰尔省，南至莫尔比昂省，东临伊勒-维莱讷省。
与昂代勒接壤的市镇（或旧市镇、城区）包括：科埃特米约、朗巴勒阿摩尔。

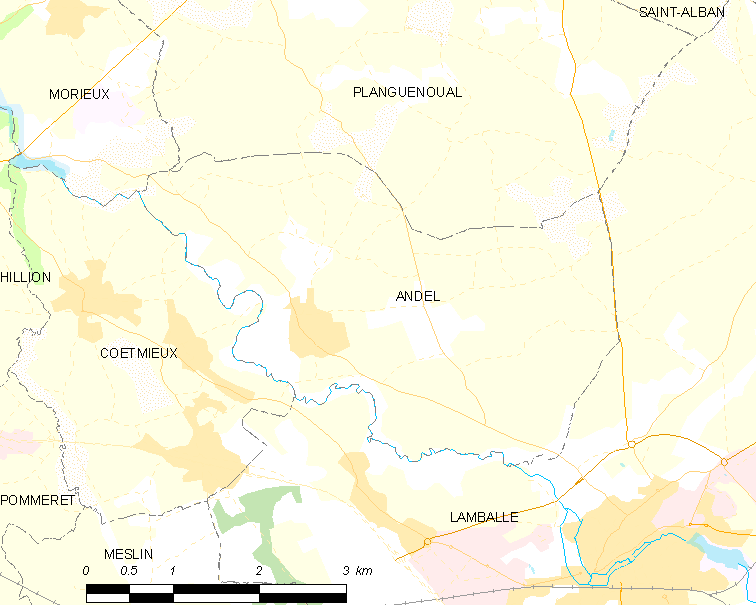
昂代勒的OSM定位图

昂代勒的时区为UTC+01:00、UTC+02:00（夏令时）。

## 行政
昂代勒的邮政编码为22400，INSEE市镇编码为22002。

## 政治
昂代勒所属的省级选区为朗巴勒阿摩尔县。

## 人口

1962-2008年间昂代勒人口变化图示

昂代勒于2022年1月1日时的人口数量为1170人。